# Gelber Bär
Der Gelbe Bär oder Engadiner Bär (Arctia flavia) ist ein Schmetterling (Nachtfalter) aus der Unterfamilie der Bärenspinner (Arctiinae).

## Merkmale
Die Falter erreichen eine Flügelspannweite von 50 bis 70 Millimetern. Auf ihren Vorderflügeln sind sehr große schwarze Flecken sichtbar, die weiß umrandet sind. Ihre Hinterflügel sind ockergelb bzw. hellorange. Auch auf ihnen sind schwarze Flecken. Sie haben um den Kopf einen schwarzen Pelz. Ihr Abdomen, das auf der Oberseite einen Kamm aus schwarzen Punkten hat, ist rot, nur die hinterste Spitze ist schwarz. 
Die Raupen sind schwarz und haben eine silbergraue Behaarung, die später etwas bräunlicher wird.

## Vorkommen
Sie kommen in den Alpen über der Baumgrenze auf alpinen Matten und nahe an Gewässern vor und halten sich bevorzugt unterhalb vergletscherter Zonen auf. Sie fliegen von Ende Juli bis Ende August.

## Lebensweise
Sowohl die Falter als auch die Raupen sind nachtaktiv. Die Raupen verbringen den Tag unter Steinen und fressen in der Nacht polyphag verschiedenste Arten von Kräuter, insbesondere Zwergmispeln (Cotoneaster).

## Entwicklungsgang
Die Eier sind verhältnismäßig groß und werden neben den verlassenen Puppengespinsten der Weibchen gelegt. Die daraus schlüpfenden Raupen überwintern zweimal, bevor sie sich verpuppen. Nach dem zweiten Winter fressen die Raupen noch ca. drei bis vier Wochen, bevor sie sich verpuppen. Sie tun dies unterhalb von sonnenbeschienen Steinplatten, um die gespeicherte Wärme zu nutzen.